# 泰梅爾海峽

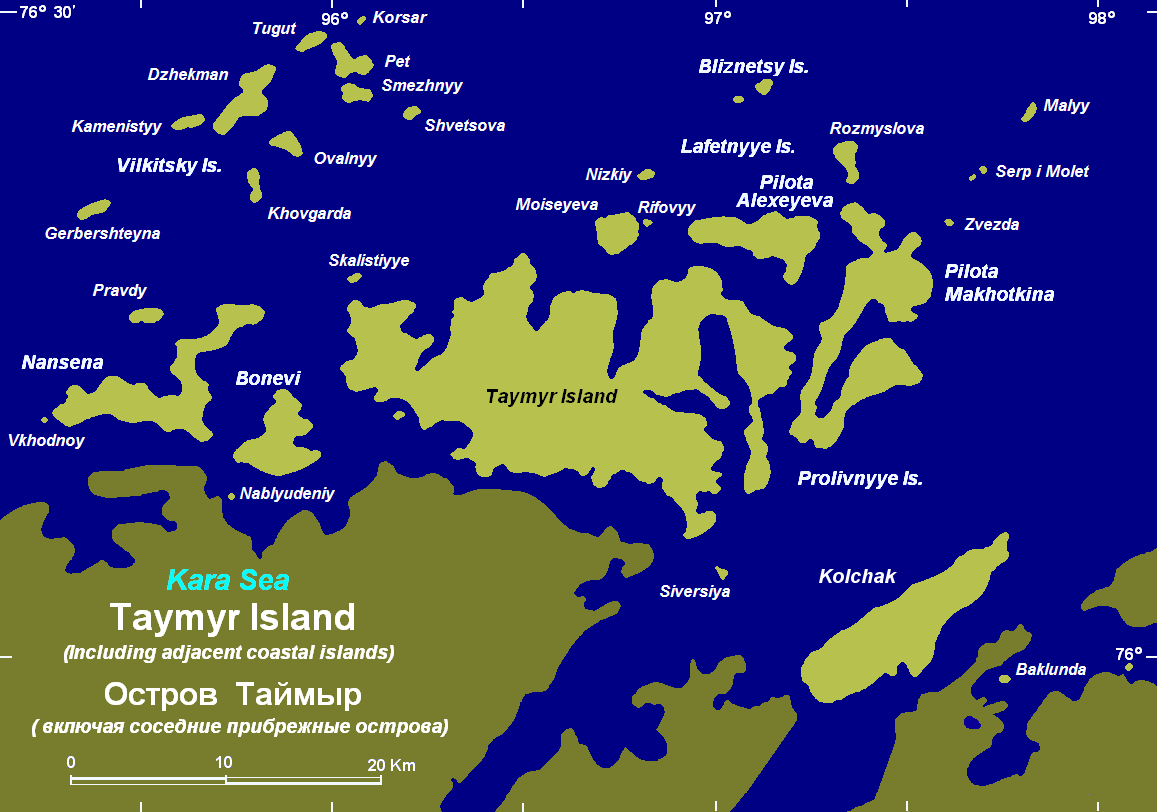

泰梅爾海峽（Таймырский пролив）是俄羅斯的海峽，位於泰梅爾半島和泰梅爾島之間，長約30英里、平均寬度約3公里，全年大部分時間被冰封，是許多北極探險者經過的地方。
76°08′47″N 95°47′48″E / 76.14639°N 95.79667°E